# Дальняя, София Яковлевна
София Яковлевна Дальняя (наст. Дерман, урожд. Цукерблюм; 2 (14) сентября 1886 — 31 октября 1960) — советская писательница, первая пролетарская поэтесса Донбасса.

## Биография
София Дерман родилась в Бахмуте, росла в бедной семье без отца.

### Луганск
Дерман переехала в поисках работы в Луганск, где поступила ученицей на папиросную фабрику. Дерман вошла в революционное подполье и сразу же зарекомендовала себя преданной партийному делу. Разносила листовки по ближним посёлкам, проводила агитационную деятельность.
В 1903 году София вступила в РСДРП (Российская социал-демократическая рабочая партия), вместе с Артёмом, Г. И. Петровским, К. Е. Ворошиловым, Н. М. Шверником.

### Донецк
В 1905 году, получив ответственное партийное задание от Ворошилова, связанное с переездом в Юзовку на случай возможного провала, приняла и другое имя — София Дальняя. Дальняя стала умелым подпольщиком и конспиратором. Выступала на рабочих маевках и тайных сходках. Она писала гневные листовки, в которых просто и убедительно рассказывала, почему трудно живётся рабочему человеку. В Юзовке она занималась и поэтическим творчеством, в своих стихах доводит до читателей мысль о том, что пролетарии являются создателями своего счастья, которое может ими быть добыто только в борьбе с самодержавием. Преследуемая царской охранкой, она попала в екатеринославскую тюрьму. Её муж требовал, чтобы беременную Софию выпустили на свободу. Но к этим просьбам не прислушались. Сын Анатолий родился в тюремной камере и там провёл свой первый год, пока, наконец, мать не выпустили на свободу. Дальняя по-прежнему активно работала в донецком революционном подполье. В период кампании по выборам в четвёртую Государственную думу София Дальняя провела на Донбассе большую работу, связанную с агитацией за избрание большевика Г. И. Петровского депутатом от рабочей курии. Не бросила София и поэтического творчества, занималась журналистикой.
В 1912 году стала первым донецким корреспондентом только что созданной газеты «Правда», переписывалась с Лениным, Максимом Горьким.
Она посылала в «Правду» корреспонденцию с рабочего Донбасса, публиковала в газетах свои стихи. София продолжала активную общественную деятельность, параллельно занимаясь поэтическим творчеством. Со своим стихотворением она выступила в первом номере журнала «Работница», который начал выходить в 1914 году. Там же опубликовано её приветствие новому журнала российских работниц. После Октябрьской революции 1917 года София Дальняя боролась за укрепление советской власти. Она активно участвовала в российском и международном женском движении.
В 1919 году написала поэму «Богатырь», в которой в былинно-сказочном духе изобразила революцию. В 1926 году в Москве и Ленинграде вышла 35-тысячным тиражом книга её стихов и прозы «Первые шаги», посвящённая революции 1905 года на Донбассе, предисловие написано Н. К. Крупской.

### Тбилиси и ссылка
Дальняя была направлена на руководящую работу в Грузинскую ССР. Будучи заведующей женского отдела ЦК компартии республики, она открыто выступила против массовых репрессий, которые проводил Л. Берия по отношению к коммунистам-руководителям и к рядовым членам партии. В ответ не неё было сфабриковано обвинение в пособничестве врагам народа, которые пытались «сбить Грузию с пути построения социализма в республике». Её арестовали в 1935 году и пытались добиться признания в антипартийной, заговорщической деятельности. В одном из ее допросов принимал участие Берия. Однако, добиться признания вины от Софии Дерман в инкриминируемых преступлениях следствию не удавалось.
В 1948 году Дальняя вернулась из заключения. Однако, прямота суждений о том, что сложилось в стране и в партии в период культа личности Сталина, вызвала новые репрессии. Софию Дальнюю арестовали и отправили в Красноярский край на лесоповал. И только в 1960 году её полностью реабилитировали. На тот момент у неё были серьёзные проблемы со здоровьем, она передвигалась с помощью костылей.
Она вернулась в Тбилиси вместе с сыном Анатолием, который получил экономическое образование. Сына постигла судьба матери, с которой он был на каторжных работах — лесоповале и в карьерах. В Тбилиси Дальней дали квартиру, назначили персональную пенсию. За три дня до смерти, 29 октября 1960 года, она отправила письмо в ЦК КПСС:

Прикованная к постели, я не потеряла способности следить за тем, что происходило на съезде. Титаническая работа по исправлению сталинских извращений… по своей значимости не меньшая, чем сам октябрьский переворот 1917 года. Как бы ни злобствовали враги, как бы трусливо ни пророчествовали мещане, пытаясь оградить «чудотворную икону» от снятия с нее покрова, в рабочем классе были и есть силы, способные развеять всякий миф и говорить языком исторической правды. Спасибо вам за то, что я ухожу из жизни необолганной. Жаль только хороших людей и напрасные жертвы.

В день смерти она ещё раз выразила сыну сожаление, что не вернулась в родной Донбасс, в Юзовку, где проходила её подпольная партийность и начиналась её литературная деятельность: «Там моя земля, Толя, и там мне предстояло завершить свой земной круг. Постарайся переехать туда…»
12 декабря 1962 года донецкий филолог и литературный критик Е. Волошко написал о Дальней в газете «Социалистический Донбасс». В своей публикации он указал, что считает её зрелым поэтом своего времени, а стихи, написанные в годы заключения, — свидетельством мужества, цельности натуры автора, посвятившей себя делу, в которое верила и за которое страдала большую часть своей жизни.